# Associació Internacional d'Educadors Socials
L'Associació Internacional d'Educadors Socials (AIEJI) és una organització sense ànim de lucre, fundada el 19 de març de 1951 a Alemanya, quan els alts comissionats de França, Alemanya i els Països Baixos van dur a terme una reunió per a discutir què fer amb els nens i joves que havien quedat orfes després de la Segona Guerra Mundial, per tal de garantir la seva educació. L'AIEJI va néixer com un espai de trobada i intercanvi del treball socioeducatiu adreçat a joves i nens inadaptats.

## Història
A finals de 1940 l'oficina alemanya de la Divisió Cultural de l'Alt Comissionat Francès va assignar a H. Van Etten i H. Joubrel la responsabilitat d'organitzar una reunió internacional per tractar sobre l'educació dels infants i joves amb problemes. El propòsit d'aquesta reunió, celebrada a l'abril de 1949, era donar a conèixer i promoure una millor comprensió entre els francesos i els alemanys sobre les seqüeles que la Segon Guerra Mundial havia causat en els nens i joves. Inicialment només estava previst que hi participessin representants alemanys i francesos, tot i que posteriorment s'hi van sumar membres d'altres països.
Una segona reunió va tenir lloc al 1950 a Bad Dürckheim i un any després a Friburg de Brisgòvia. La quarta conferència es va dur a terme el 19 de març de 1951 a Alemanya. Va ser en aquesta trobada que es va evidenciar que aquest tipus de reunions internacionals eren útils per abordar les necessitats dels infants i joves. És per aquest motiu que a les muntanyes, a prop de Friburg de Brisgòvia a Schluchsee, els participants van crear l' "Association of Workers for Troubled Children an Yourth" (AIEJI) i es va triar com a president un holandès, M.D.Q.R. Mulock Houwer, que en aquell moment era el director de les escoles Zandbergen a Amersfoort. La seu de l'organització es va establir als Països Baixos.

## Objectius
L'associació té per objectius reafirmar i promoure la filosofia de l'educació social i la seva singularitat, que implica que l'educador i educadora social estigui activament en contacte amb els usuaris amb els quals treballa, no només individualment sinó amb grups, amb famílies, amb comunitats, en el seu entorn, per al desenvolupament de les seves potencialitats i per a la resolució de les seves dificultats personals, socials i comunitàries.
Per a la AIEJI, els educadors i educadores socials són professionals que treballen amb infants, adolescents i adults, que necessiten accions socioeducatives individual o col·lectivament. Aquests educadors i educadores exerceixen en diferents contextos a través d'accions individuals, comunitàries o en institucions residencials, respectant l'ètica professional. Exerceixen diferents funcions en la pràctica educativa, en la direcció de programes, en la formació, en la investigació i en la realització d'accions com a expert, en l'àmbit socioeducatiu.
Els objectius són:
1. Aglutinar els educadors i educadores socials de tots els països i promoure una pràctica professional de qualitat orientada a assegurar el millor per a les persones ateses des de la professió.
2. Fomentar la riquesa de la diversitat, promovent el treball conjunt de persones de diferents orígens i cultures a través de la afiliació internacional de l'AIEJI.
3. Contribuir al desenvolupament de l'educació i la formació professional per augmentar la competència de tots els educadors i educadores socials.
4. Promoure l'organització de la professió de l'educació social i fomentar la creació de xarxes entre els membres de l'AIEJI per incrementar la col·laboració internacional.[5]
5. Emfatitzar la pràctica professional i els mètodes educatius basats en les declaracions de Nacions Unides de drets humans i drets dels infants.

## Membres de l'organització[6]
- Asociación Española de Equionoterapias (AEDEQ)
- Associação dos Educadores e Educadoras Sociais do Estado de São Paulo (AEESSP)
- Associazione Nazionale Educatori Professionali (ANEP)
- Associacao Dos Profeissionais Tecnicos Superiors De Educator Social (APTSES)
- Association for the Development of Social Education in Israel (EFSHAR)
- Avenir Social
- Beruffsverband vun de Sozialpädagogen (APEG)
- Consell General de Col·legis d'Educadores i Educadors Socials (CGCEES)[7]
- Ecole Européenne Supérieure en Travail Social (EESTS)
- Ecole d'études sociales et pédagogique, Switzerland (EESP)
- Ecole Protestante d'Altitude
- European House
- Fachhochschule Nordwestschewiz
- Fellesorganisasjonen (the Norwegian Federation of Social Educators) (FO)
- Føroya Pedagogfelag
- Fundación Pioneros
- Haute École fribourgeoise de travail social (HEF-TS)
- Hautes Ecoles Specialisées (HES)
- Croatian Association of Social Pedagogues (HUSP)
- Maison de Jeunes
- Perorsaasut Ilinniarsimasut Peqatigiifiat (Greenland's Federation of Social Educators) (PIP)
- Plantijn Hogesschool
- Rural Development and Youth Training Insitute
- Russian Union of Social Workers and Social Pedagogues
- School of Social Work (India)
- Socialpædagogernes Landsforbund
- Talentia Sosiaalipedagogit
- Throskathjalfafelag Islands
- Verein von Erziehern gefährdeter Jugend ni Deutschland (VEGJD)